# Jan Tomaszewski (geolog)
Jan Bronisław Tomaszewski (ur. 21 marca 1929 w Puławach, zm. 7 lipca 1991 w Szczecinie) – polski geolog, profesor nauk przyrodniczych, wybitny znawca złóż rud miedzi Sieroszowice-Lubin.

## Życiorys
Studia z zakresu geologii ukończył na Wydziale Nauk Przyrodniczych Uniwersytetu Wrocławskiego w 1952. Doktorat nauk przyrodniczych na podstawie pracy Budowa geologiczna obszaru pomiędzy Lubinem a Sieroszowicami uzyskał w 1963 na Wydziale Nauk Przyrodniczych Uniwersytetu Wrocławskiego (promotor: prof. Józef Oberc). Do 1967 pracował w Przedsiębiorstwie Geologicznym w Krakowie. W 1966 był członkiem zespołu nagrodzonego Nagrodą Państwową I stopnia za odkrycie i udokumentowanie złoża rud miedzi Sieroszowice-Lubin.
W 1967 rozpoczął pracę w KGHM Cuprum we Wrocławiu, gdzie zorganizował i kierował Zakładem Geologii Stosowanej. Był inicjatorem szerokiego zakresu badań geologicznych, w tym problematyki występowania tąpań w kopalniach ruch miedzi. W 1972 przeszedł do pracy w Instytucie Górnictwa Politechniki Wrocławskiej. W 1975 otrzymał stopień naukowy doktora habilitowanego na Wydziale Nauk Przyrodniczych Uniwersytetu Wrocławskiego, a w roku 1983 uzyskał tytuł profesora. W 1986 podjął pracę w nowo utworzonym Uniwersytecie Szczecińskim, gdzie kierował Katedrą Geologii Morza i Pobrzeża i zorganizował Wydział Biologii i Nauk o Morzu, zostając jego pierwszym dziekanem.
Kilkukrotnie przebywał w latach 60. i 70. w Brazylii i Argentynie uczestnicząc w badaniach złóż cyny i miedzi. Jest autorem około 100 publikacji. Zajmował się koncepcjami proekologicznego podejścia do problemów geologii i górnictwa. Jest autorem podręcznika akademickiego Prognozowanie zagrożeń wodnych oraz odwadnianie kopalń podziemnych, a także współautorem Podstawy górnictwa: Historia górnictwa, zasoby i zapotrzebowanie, formy zalegania złóż surowców.
Zmarł w 1991. Został pochowany na Cmentarzu Grabiszyńskim we Wrocławiu – pole 29, grób 476, rząd 13.